# Nikolaos Siranidis
Nikolaos Siranidis (grekiska: Νικόλαος Σιρανίδης), född 26 februari 1976 i Aten, är en grekisk före detta simhoppare. Han tog en guldmedalj i parhoppning från svikt vid olympiska sommarspelen 2004 i Aten tillsammans med Thomas Bimis.
Siranidis tävlade i svikthopp  vid olympiska sommarspelen 1996 och olympiska sommarspelen 2000 och slutade på en 26:e respektive 36:e plats. Inför olympiska sommarspelen 2004 i Aten började han tävla tillsammans med Thomas Bimis. Efter första hoppet i OS-tävlingen ledde de, efter det andra hoppet halkade de ner till andra plats och inför det femte och avgörande hoppet låg de på fjärde plats. I den sista hoppomgången gjorde dock storfavoriterna Kina och Ryssland större misstag och grekerna vann tävlingen med 3,33 poäng. Guldet var Greklands första olympiska medalj i simhopp någonsin. Siranidis deltog även i den individuella tävlingen i svikthopp där han slutade på en 28:e plats.